# Adel Mechaal
Adel Mechaal, né le 5 décembre 1990 à Jebha, au Maroc, est un athlète espagnol, spécialiste du demi-fond et du fond.

## Biographie
Il appartient au club AA Palamos. Il a été naturalisé espagnol en février 2013.
Son meilleur temps sur 1 500 m est de 3 min 30 s 77 en 2021, aux Jeux olympiques de Tokyo. Sur cette distance, il termine 5e des Championnats d'Europe par équipes 2013 et 6e en 2015. Il participe aux séries des Championnats d'Europe 2014. Il remporte le titre national en 2015 sur 1 500 m et sur 5 000 m. Il termine 3e des Championnats d'Europe de cross 2015.
Sur 5 000 m, son meilleur temps est de 13 min 15 s 40 obtenu le 3 juin 2016 à Huelva.
Il bat le record d'Europe du 3000m en salle le 6 février 2022 à New-York, en 7 min 30 s 82.
Le 6 décembre 2016, alors qu'une suspension pour dopage était annoncée pour Adel Mechaal après trois convocations non honorées à des tests hors compétition, l'IAAF décide de retirer la suspension de l'athlète. Deux jours plus tard, il est de nouveau suspendu par l'IAAF avant que cette décision ne soit de nouveau abrogée le lendemain même, permettant à Mechaal de participer aux Championnats d'Europe de cross-country (il y finira 6e en individuel et 1er par équipes). Le 22 janvier, sa suspension est de nouveau active et il est interdit de toute compétition jusqu'en décembre 2017. Pourtant, il participe aux Championnats d'Europe de Belgrade en mars suivant et remporte le titre, car il a décidé de faire appel de la décision au Tribunal arbitral du sport (TAS) où l'audience aura lieu le 21 juin.

## Palmarès
| Date | Compétition                            | Lieu                               | Résultat | Épreuve     | Temps          |
| ---- | -------------------------------------- | ---------------------------------- | -------- | ----------- | -------------- |
| 2014 | Relais mondiaux de l'IAAF              | Nassau                             | 5e       | 4 × 1 500 m | 15 min 00 s 69 |
| 2015 | Championnats d'Europe en salle         | Prague                             | 6e       | 3 000 m     | 7 min 49 s 59  |
| 2015 | Championnats d'Europe de cross-country | Hyères                             | 3e       | Individuel  | 29 min 51 s    |
| 2015 | Championnats d'Europe de cross-country | Hyères                             | 1er      | Par équipes | 14 pts         |
| 2016 | Championnats d'Europe                  | Amsterdam                          | 2e       | 5 000 m     | 13 min 40 s 85 |
| 2016 | Championnats d'Europe de cross-country | Chia                               | 8e       | Individuel  | 28 min 26 s    |
| 2017 | Championnats d'Europe en salle         | Belgrade                           | 1er      | 3 000 m     | 8 min 00 s 60  |
| 2017 | Championnats du monde                  | Londres                            | 4e       | 1 500 m     | 3 min 34 s 71  |
| 2017 | Championnats d'Europe de cross-country | Samorin                            | 2e       | Individuel  | 29 min 54 s    |
| 2018 | Championnats du monde en salle         | Birmingham                         | 5e       | 3 000 m     | 8 min 16 s 13  |
| 2018 | Championnats d'Europe de cross-country | Tilbourg                           | 8e       | Individuel  | 29 min 20 s    |
| 2019 | Championnats d'Europe par équipes      | Bydgoszcz                          | 1er      | 3 000 m     | 8 min 02 s 51  |
| 2021 | Circuit mondial en salle de l'IAAF     | Circuit mondial en salle de l'IAAF | 3e       | 3 000 m     | 22 pts         |
| 2021 | Championnats d'Europe en salle         | Toruń                              | 3e       | 3 000 m     | 7 min 49 s 47  |
| 2021 | Jeux olympiques                        | Tokyo                              | 5e       | 1 500 m     | 3 min 30 s 77  |
| 2023 | Championnats d'Europe en salle         | Istanbul                           | 2e       | 3 000 m     | 7 min 41 s 75  |
| 2024 | Championnats du monde en salle         | Glasgow                            | 5e       | 1 500 m     | 3 min 37 s 76  |
| 2024 | Championnats du monde en salle         | Glasgow                            | 6e       | 3 000 m     | 7 min 45 s 67  |
| 2024 | Championnats d'Europe                  | Rome                               | 5e       | 1 500 m     | 3 min 33 s 58  |
| 2024 | Championnats d'Europe                  | Rome                               | 4e       | 5 000 m     | 13 min 22 s 77 |

## Records
| Épreuve              | Temps         | Lieu     | Date           |
| -------------------- | ------------- | -------- | -------------- |
| 1 500 mètres         | 3 min 30 s 77 | Tokyo    | 7 août 2021    |
| 5 000 mètres         | 13 min 6 s 02 | Oslo     | 16 juin 2022   |
| 3 000 m piste courte | 7 min 30 s 82 | New-York | 6 février 2022 |